# Дело о свинцовых масках

Осмотр тел на холме Винтен 21 августа 1966 года

Дело о свинцовых масках (порт. O Caso das Máscaras de Chumbo) — расследование обстоятельств смерти Мануэла Перейры да Крус (порт. Manoel Pereira da Cruz) и Мигела Жозе Вианы (порт. Miguel José Viana), чьи тела были обнаружены 20 августа 1966 года на холме Винтен (порт. Morro do Vintém) неподалёку от бразильского города Нитерой. На месте происшествия были найдены две свинцовые маски (по-видимому, предназначенные для защиты от радиации) и короткая записка весьма странного содержания. Следствие не смогло установить причину смерти, но заключило, что она не была самоубийством. Дело вызвало широкий резонанс в бразильском обществе, и интерес к нему сохраняется до сих пор; в частности, ему был посвящён специальный выпуск телепередачи Linha Direta, вышедший в 2004 году.
Оба погибших интересовались уфологией и различными паранаучными теориями. В сочетании с обстоятельствами дела это дало основания утверждать, что они стали жертвами некоего эксперимента. Было выдвинуто множество предположений относительно сути этого эксперимента, вплоть до самых фантастических.

## Суть инцидента

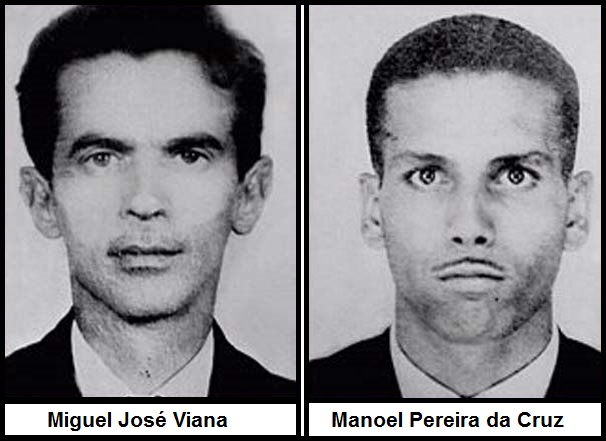
Виана и Крус

Вечером субботы 20 августа 1966 года 18-летний Жоржи да Коста Алвес (Jorge da Costa Alves) заявил полиции Нитероя, что наткнулся на два мужских трупа, когда запускал воздушного змея вблизи холма Винтен. Утром следующего дня полиция выехала на указанное им место и действительно обнаружила два уже довольно сильно разложившихся трупа, которые были опознаны как Мануэл Перейра да Крус (32 года на момент смерти) и Мигел Жозе Виана (34 года), оба работавшие радиотехниками в городе Кампус-дус-Гойтаказис (штат Рио-де-Жанейро). Погибшие были одеты в деловые костюмы (как если бы они собирались на какую-то важную встречу) и непромокаемые плащи, на телах не было никаких видимых следов насилия.
Оба трупа лежали на подстилке из листьев, срезанных каким-то острым предметом — видимо, ножом (который, впрочем, так и не был найден). Рядом с телами лежал пакет с двумя полотенцами, пустая бутылка из-под воды, носовой платок с инициалами «MAS» (или «AMS») и записная книжка, в которой среди названий радиодеталей была найдена заметка следующего содержания:
16.30 Hs. esta' local determinado.
18.30 Hs. ingerir cápsula após efeito,
proteger metais aguardar sinal máscara
Приблизительный перевод выглядит так: «16:30 — быть [в] условленном месте. 18:30 — проглотить капсулу. После [наступления] эффекта, …» (далее следует малопонятный набор слов, означающих примерно следующее: «защита металлов | ждать сигнала | маска»).
В книге Дж. Мичелла и Р. Рикарда «Феномены книги чудес» приводится следующий вариант перевода: «4:30 пополудни. Будьте на означенном месте. 6:30. Проглотите капсулу. После того как начнёт действовать, защитите лицо металлической маской и ждите сигнала», но он неточен по смыслу и основан на догадках авторов книги. Что за «капсула» имелась в виду, так и осталось неясным, как и смысл заметки в целом; но в ней, по-видимому, упоминались те самые металлические защитные маски, которые были найдены на лицах погибших. Маски были сделаны в кустарных условиях из листового свинца и, по всей видимости, предназначались для защиты от радиации.
Впоследствии др. Астор Перейра ди Мелу (Astor Pereira de Melo) произвёл вскрытие тел и заключил, что никаких признаков насильственной смерти ему обнаружить не удалось, как и признаков отравления, поражения радиацией или каких-либо других патологических изменений во внутренних органах. Впрочем, относительно результатов токсикологической экспертизы сведения расходятся. Согласно INFA, все проведённые токсикологические и гистологические анализы дали отрицательные результаты. Согласно сюжету в Linha Direta, подробная токсикологическая экспертиза тел попросту не была проведена из-за их плохого состояния, хотя упоминание неких «капсул» в записке прямо указывало на отравление как возможную причину смерти.

## Расследование
Удалось выяснить, что маски были изготовлены погибшими самостоятельно в их мастерской по ремонту бытовой техники. Ночью во вторник 16 августа 1966 года Мануэл Перейра да Крус сообщил жене, что собирается ехать со своим напарником в Сан-Паулу, чтобы купить нужные ему радиодетали. Утром 17 августа оба радиотехника отправились в путь, взяв с собой 2,3 миллиона крузейро (примерно 1000$). В 14:30 того же дня их автобус прибыл на автовокзал в Нитерой. После этого в одном из магазинов этого города они купили непромокаемые плащи (что не вызвало у следствия особого удивления, так как погода в те дни была крайне дождливой), а также бутылку минеральной воды в баре. Продавцу они пообещали скоро вернуться и сдать пустую бутылку обратно (из чего следствие заключило, что они не планировали совершать самоубийство). При этом продавец заметил, что Мануэл явно нервничал и то и дело смотрел на часы.
Последний раз их видели живыми вечером того же дня в окрестностях холма Винтен. Согласно показаниям местного охранника, он видел двух человек, внешне напоминающих погибших, в джипе вместе с ещё двумя мужчинами. Неподалёку от холма джип остановился, Мануэл и Мигел вышли из него и пошли вверх по склону холма, пока не пропали из вида.
Как выяснилось впоследствии, тела были найдены ещё 18 августа другим подростком по имени Паулу Кордейру Азеведу дус Сантус (Paulo Cordeiro Azevedo dos Santos), того же возраста, что и Жоржи да Коста Алвес. Он сообщил об этой находке полицейским, но расследование в итоге началось только через два дня, после второго заявления. Было высказано предположение, что так получилось потому, что патрульные решили присвоить себе деньги, найденные у погибших.
В ходе расследования полицией был допрошен Элсио Коррейа Гомес (Elcio Correia Gomes), который ранее был замечен в проведении неких опасных экспериментов вместе с Мануэлом и Мигелом, один из которых привёл к сильному взрыву в районе пляжа Атафона (Praia de Atafona). Впрочем, никаких доказательств его причастности к этому делу обнаружить так и не удалось.
Были также допрошены вдова Мануэла и сестра Мигела, но из их показаний стало ясно только то, что оба погибших интересовались псевдонаукой и спиритизмом и состояли в некоем тайном обществе, члены которого пытались установить связь с потусторонним миром и инопланетными цивилизациями. Кроме того, в их мастерской была найдена книга по «научному спиритизму», в которой были подчёркнуты предложения со словами «яркое свечение» и «маски». Также, по словам сестры Мигела, её брат говорил о какой-то «секретной миссии», в которой он должен был принять участие. Похожие показания дала и вдова Мануэла — согласно ей, за несколько дней до смерти её муж упоминал некий «финальный тест», после которого должно стать ясно, оправдалась его вера в непознанное или нет.
Погибшие также обвинялись в поддержке работы пиратской радиостанции в районе Глисериу. Как удалось выяснить, они в своё время посещали курсы, организованные Philips Electronics в Сан-Паулу. Эти курсы могли дать им квалификацию, достаточную для сборки радиостанции и работы на ней, но у них в любом случае вряд ли хватило бы знаний для проведения каких-либо серьёзных научных экспериментов.
В силу большого общественного интереса к делу, 25 августа 1967 года была проведена эксгумация и повторная экспертиза тел, которая вновь не обнаружила никаких признаков насильственной смерти. Следствие по делу было прекращено в 1969 году. На данный момент маски хранятся в музее полиции Рио-де-Жанейро.

## Версии случившегося

### Рациональные
В самом начале расследования была весьма популярна версия о том, что оба радиотехника были убиты молнией — так как вечером 17 августа в окрестностях Нитероя был дождь с грозой, а находиться на возвышенностях (да ещё и с металлическими предметами на теле) в такую погоду особенно опасно. Эта версия была категорически отвергнута экспертом, проводившим вскрытие.
Согласно другой популярной версии, кто-то воспользовался наивностью радиотехников, предложив им принять участие в «интересном эксперименте», дав им капсулы с ядом и затем похитив их деньги. На данный момент это единственное рациональное объяснение случившегося, но никаких прямых доказательств в пользу этой версии нет. Неизвестно также, сколько денег было у погибших с собой на момент их смерти (после всех их трат в Нитерое), и не были ли эти деньги присвоены полицейскими 18 августа.

### Фантастические
События дела пришлись как раз на время бума увлечения уфологией и паранормальными явлениями в Бразилии, поэтому неудивительно, что случившемуся было предложено множество фантастических объяснений. В частности, известный эзотерик Оскар Гонсалис Кеведу в интервью газете O Globo заявил, что в «капсулах» могло содержаться вещество, вводящее в транс и помогающее достичь гиперестезии, а маски были необходимы для защиты «третьего глаза» от излучения из «параллельных миров». Он подчеркнул, что для успеха в подобных практиках необходимы длительные упражнения и отличная физическая форма (чем погибшие, возможно, не обладали).
После того, как дело получило огласку в прессе, в полицию обратилась Грасинда Барбоза Котинью ди Соза (Gracinda Barbosa Coutinho de Sousa) и заявила, что вечером 17 августа она вместе со своими детьми проезжала на машине неподалёку от предполагаемого места происшествия. Её 7-летняя дочь обратила внимание на странный яйцевидный объект оранжевого цвета, видимый над вершиной холма. По её словам, объект был окружён разноцветным огненным кольцом, и от него во всех направлениях исходили лучи синего цвета. Вернувшись домой, она рассказала об увиденном своему мужу, который тут же приехал на место наблюдения, но не заметил ничего необычного. Позже ещё несколько человек сообщили полиции, что также наблюдали непонятные атмосферные явления в том же месте и в то же время. Кроме того, по некоторым свидетельствам, похожий объект наблюдался в небе над Нитероем 16 марта того же года в 9:15 вечера на высоте примерно 30 метров. Неизвестно, насколько все эти показания заслуживают доверия, но они вызвали немалый интерес в уфологических кругах.

## Дополнительные факты
После того, как информация о деле появилась в СМИ, стало известно об очень похожем инциденте, случившемся за 4 года до этого. В 1962 году на холме Крузейру (Morro do Cruzeiro) был найден мёртвым телемастер, известный под именем «Эрмес» (Hermes). На месте происшествия была обнаружена маска, аналогичная найденным на холме Винтен. Причину его смерти определить также не удалось, но после того как стало известно, что незадолго до смерти он принимал некие «таблетки», дело сочли самоубийством, в результате чего оно не получило широкой огласки.
Согласно INFA, погибший на холме Крузейру телемастер верил в способность человеческого мозга принимать телепередачи без какого-либо дополнительного оборудования (видимо, имелась в виду вариация на тему известной байки о приёме радиопередач на «детекторный приёмник» из зубной пломбы), но неизвестно, имело ли это какое-либо отношение к причинам его смерти.
В 1980 году место происшествия посетил Жак Валле, который обратил внимание на то, что земля вокруг него выглядит как бы выжженной. Скептики объяснили это тем, что полицейские, стремясь остановить разложение тел, вылили на них и на землю вокруг них немало формалина, который и убил всю растительность.

### Комментарии
1. ↑  Здесь и далее все имена и названия транслитерированы с учётом норм диалекта Рио-де-Жанейро, отличающегося от стандартного португальского.